# Неврологічне обстеження
Неврологічне обстеження (англ. neurological examination) — варіант фізикального обстеження, який застосовується під час медичної діагностики пацієнтів із підозрою на неврологічні хвороби і розлади. Включає оцінку стану сенсорних нейронів і моторних реакцій, особливо рефлексів, щоб визначити, чи є порушення в роботі нервової системи. Проводиться для виявлення як уражень центральної нервової системи (ЦНС), так і периферичної нервової системи.
На відміну від деяких інших медичних спеціальностей, де захворювання є візуально видимими (як то дерматологія, офтальмологія тощо) або часто виявляються за допомогою пальпації як от в абдомінальній хірургії, неврологічна патологія характеризується станами, які можна виявити часто лише за допомогою спеціальних методів обстеження та логічної дедукції. Для інтерпретації симптомів і ознак, які спостерігаються під час неврологічного огляду, потрібні певні роздуми та інтуїція. Ці особливості роблять неврологічний анамнез і специфічне (неврологічне) фізикальне обстеження водночас складним і корисним. Неврологічне обстеження може бути особливо потрібним для пацієнтів у критичному стані, оскільки багато пацієнтів, які поступили до відділення інтенсивної терапії, мають уже існуючі або набуті неврологічні розлади, які значно впливають на короткострокові та довгострокові результати лікування їх.
Правильно проведений неврологічний огляд малодосвідченим лікарем може зайняти 90 хвилин або й триваліше. Досвідчені неврологи на це витрачають значно менше часу і часто можуть швидко виявити та інтерпретувати основні ознаки клінічного стану пацієнта. Те, що може здатися складною проблемою для лікаря первинної ланки, може виявитися простим для спеціаліста, а консультація невролога може допомогти уникнути розлогої діагностики.
Невролог має відзначати на початку огляду навіть особливості заходу пацієнта до кабінету обстеження. Якщо хворий це робить з натужністю, то це означає, що він може мати фізичні проблеми, які заважають повноцінній рухливості, або мати депресію, пригніченість, сором'язливість тощо. Якщо пацієнт входить надто афективно, то він може бути збудженим, занадто схвильованим, навіть агресивним. Різкі та рвучкі рухи можуть бути у разі підвищеного чи зниженого м'язового тонусу. Це відбувається за обмеження закінченості руху, яке буває після інсульту; за екстрапірамідних розладів при паркінсонізмі, хореї тощо, деяких спадкових нервово-м'язових захворюваннях. Взявши до уваги ці спостереження, невролог здатен передбачити подальші об'єктивні дані та прискіпливіше до них поставитися.
Об'єктивним показником оцінювання стану пацієнта є вираз обличчя, який, зазвичай, корелює з розумовою і психічною діяльністю. Проте іноді через травми кісток і м'язів обличчя, операцій у частки хворих на дитячий церебральний параліч зовнішні показники можуть не корелювати з рівнем інтелекту. Діагностичне значення має гримаса фізичного або психологічного страждання. Мімічні прояви страху, озирання хворого можуть бути обумовлені як реальною небезпекою, так і психічним розладом. Про нього ймовірно свідчать незвичайні прислуховування пацієнта, озирання, погляд його крізь лікаря тощо. Можлива й агравація, коли обстежуваний прагне констатації лікарем більш тяжкого його стану, ніж він є в реальності.
Неврологічне обстеження окрім первинних вражень первинного огляду включає збір анамнезу, який дозволяє неврологу визначити проблему пацієнта і разом із результатами огляду в більшості випадків допомагає сформулювати первинний діагноз. При вивченні анамнезу звертається увага на виявленні терміну появи симптомів: з'явилися раптово, гостро чи поступово; чи зберігаються тривалий час. Встановлюють, чи був перебіг захворювання статичним, прогресуючим, рецидивуючим чи ремітуючим. Виявляють супутні прояви, як то біль десь по тілу, головний біль, нудота, блювання, запаморочення, оніміння, слабкість і судоми.
Біль слід максимально розшифрувати за такими пунктами:
- розташування;
- іррадіація;
- якість;
- тяжкість;
- сприяючі фактори;
- фактори полегшення;
- добові або сезонні коливання.

З появою комп'ютерної томографії (КТ) на початку 1970-х років клінічну роль невролога було поставлено під сумнів. Невролог Макдональд Крітчлі (MacDonald Critchley), якого запитали, яким, на його думку, буде майбутнє неврології в епоху КТ, відповів: «КТ-сканування зніме тіні неврології, але музика все одно залишиться». Ці слова досі характеризують роль неврологічного обстеження, незважаючи на появу МРТ, позитрон-емісійної томографії (ПЕТ) та функціональної нейровізуалізації всіх типів.
Було висказано, що «неврологія зобов'язана своїм розладам більше, ніж ці розлади неврології». Це тому, що багато знань отримано з попередніх спостережень неврологічних захворювань, тому що епоніми для діагнозів іноді були довгими, а також тому, що раніше пропонувалося так мало в лікуванні, тому неврологію висміювали як таку, яка «зациклена на діагностиці, й відводить мало засобів для лікування». Проте технологічні досягнення змінили це сприйняття.

## Етапи неврологічного огляду
З метою спрощення неврологічне обстеження поділяється на кілька етапів. Після засвоєння ці етапи стають звичними для невролога, і процес обстеження пацієнта проходить гладко, навіть якщо етапи не завжди виконуються в тому самому порядку. Етапи включають дослідження:
- Вищі функції
- Черепні нерви
- Сенсорна система
- Моторна система
- Рефлекси
- Мозочок
- Мозкові оболони
- Системне опитування

### Необхідні інструменти

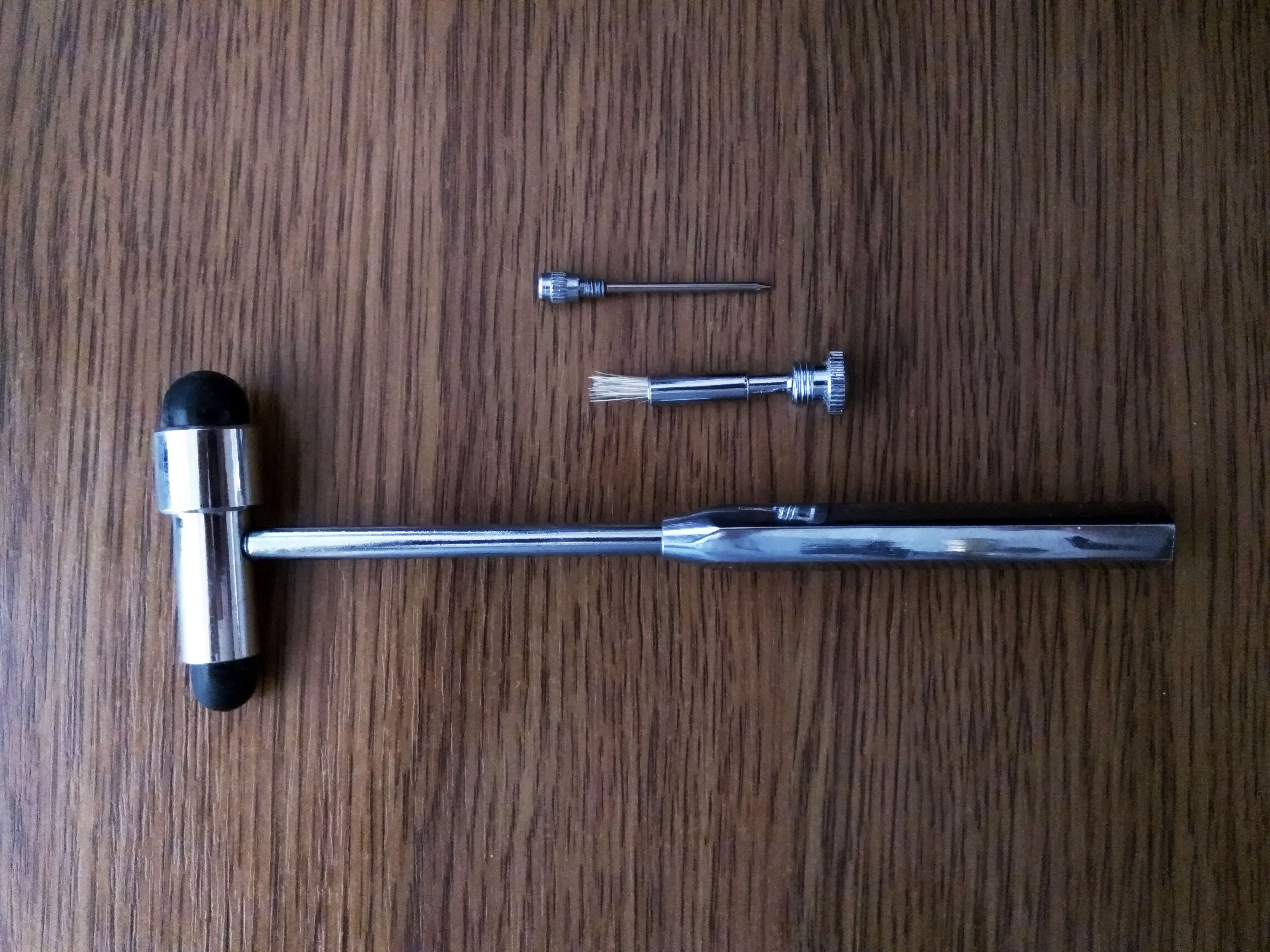
Один із варіантів неврологічного молоточка разом із голкою для перевірки чутливості

У невролога для проведення якісного неврологічного обстеження має бути офтальмоскоп, неврологічний молоточок, камертон і невелика голка (часто раніше вона була вкручена у молоточок). Наразі така багаторазова голка не рекомендується через ризик передачі гемоконтактних інфекційних хвороб (ВІЛ-інфекції, гепатиту B, C тощо). Рекомендується використовувати одноразові стерильні голки, які слід утилізувати після використання.

### Експертиза вищих функцій
До вищих функцій належать хода, мовлення та психічний стан. Їх називають вищими функціями, оскільки у людини рецептивна, експресивна мова та когнітивні функції є складнішими, ніж подібні функції у будь-якого іншого представника тваринного світу. Оцінюється рівень свідомості, увага, орієнтація; мова — вільне володіння, розуміння, повторення, називання, читання, письмо; пам'ять — негайне пригадування, недавнє, віддалене; вища інтелектуальна функція — загальне знання, абстракція, судження, проникливість, міркування; настрій і афект.

#### Хода
При геміпарезі зміни обличчя можуть бути неочевидними. У легких випадках можна виявити незначні ознаки лицьового паралічу (зокрема, сплощення носогубної складки з однієї сторони порівняно з іншою, легка асиметрія очних щілин або обличчя під час посмішки пацієнта). Плече приведене; лікоть зігнутий; передпліччя обертано досередини, а зап'ясток і пальці зігнуті. На нижніх кінцівках єдиною ознакою парезу може бути те, що ніс взуття пацієнта може бути більше зношений на ураженій стороні. У тяжких випадках рука може бути стиснута в кулак; нога у колін розігнута, а щиколотка зігнута у підошві, через що паралізована нога функціонально довша за неуражену. Тому пацієнт повинен заносити уражену ногу, щоб пересуватися. Формується хода, яку образно описують як «рука просить, нога косить».
У пацієнтів із геміплегією, у яких усі пошкодження знаходяться на одній стороні тіла, є ураження контрлатерального верхнього рухового нейрона. У більшості випадків пошкодження знаходиться в корковій, підкірковій чи капсульній області, вище стовбура мозку. При змінних або перехресних геміплегіях параліч черепних нервів є іпсілатеральним по відношенню до ураження, а параліч тіла — контралатеральним. У таких випадках параліч черепних нервів відноситься до типу ураження нижнього рухового нейрона, і розташування ураженого черепного нерва допомагає визначити рівень ураження в стовбурі мозку. Таким чином, параліч III пари черепних нервів із правого боку і параліч тіла зліва (синдром Вебера) вказує на ураження середнього мозку, тоді як ураження VII пари з перехресною геміплегією (синдром Мілларда—Гублера) вказує на ураження моста, а XII пари з перехресною геміплегією (синдром Джексона) вказує на ураження довгастого мозку.
Атактична хода — пацієнт розводить ноги в сторони, щоб розширити основу опори та компенсувати дисбаланс під час стояння або ходьби. У тяжких випадках пацієнти хитаються під час ходьби. Маневри при ходьбі від п'яти до носка або в тандемі та стоянні на одній нозі визначають різні форми атаксії. Атаксія виникає через ураження середньої лінії мозочка і може бути ізольованою або пов'язаною з іншими ознаками ураження мозочка. Якщо ураження є одностороннім, пацієнт може відхилятися в бік ураження. При двосторонньому ураженні мозочка пацієнт може впасти на будь-який бік.
Шагаюча хода — людина робить короткі кроки до того моменту, коли практично не просувається вперед або відбувається незначний прогрес. Здається, що пацієнт рухає ноги, а не висуває їх вперед. У деяких пацієнтів кроки (хоча й короткі) та темп можуть змінюватися з тенденцією пацієнта прискорюватися (фестивальна хода) під час ходьби. Обидва типи спостерігаються при хворобі Паркінсона і можуть бути пов'язані з іншими екстрапірамідними ознаками.
Під час шльопаючої ходи людина робить високі кроки, немов піднімаючись по сходах, хоча йде по рівній поверхні. Цей своєрідний малюнок ходи є результатом того, що пацієнт намагається уникнути травмування ніг, високо ступаючи. Однак, коли пацієнт опускає їх, вони б'ють об землю чи підлогу, звідси й опис ходи, що шльопає ногами. Це стан, який можна діагностувати ще до того, як пацієнт увійде в кімнату, оскільки звук ходи настільки характерний.
Крокова хода спостерігається при хронічних периферичних нейропатіях і може бути результатом функціонального подовження ніг через двостороннє опускання стопи.
Спастична або ножицеподібна хода — ноги тримаються в приведенні в стегні, а стегна труться одне об одного під час ходьби. Також виникає спазм внутрішніх м'язів стегна. Якщо спазм сильний, з кожним наступним кроком коліна мають тенденцію ковзати один по одному, як леза ножиць. Зазвичай це спостерігається при церебральній диплегії, формі церебрального паралічу.
При анталгічній ході пацієнт віддає перевагу ураженій, зазвичай нижній, кінцівці, в якій відчуває біль, і ходить, перекладаючи вагу на нормальну ногу. Рука, яка тримається за стегно на боці ураження, характерна для пацієнтів із корінцевим болем.

#### Мовлення
Аномалії мовлення включають дисфонію, дизартрію та дисфазію / афазію.
- Дисфонія — це порушення або нездатність фонувати. Внаслідок цього голос стає хрипким. У крайніх випадках фонація відсутня, а хворий німіє. Найчастішою причиною цього є парагрип, при якому йде запалення гортані. У хворих із гіпотиреозом також може розвинутися дисфонія в результаті потовщення голосових зв'язок від амілоїдних відкладень. Неврологічні причини включають односторонній рецидивний параліч гортанного нерва та ураження блукаючого нерва. Періодична хрипота може виникнути у пацієнтів із імплантами стимулятора блукаючого нерва, які використовуються для лікування деяких форм епілепсії та фармакорезистентної депресії, які не піддаються іншому лікуванню.
- Дизартрія — це нездатність вимовляти слова. Якість мовлення погіршується, але зміст мови залишається незмінним. Здатність пацієнта розуміти і синтезувати мовлення залишається не ушкодженою. Такі порушення виникають через параліч глоткової, піднебінної, язикової або лицьової мускулатури. Це також спостерігається при ураженнях мозочка.
- Дисфазія — порушення здатності обробляти мовлення, що призводить до нездатності розуміти (тобто рецептивна, сенсорна або афазія Верніке), передавати сигнали з області Верніке в центр Брока (тобто провідникова афазія) або правильно виконувати мовлення (тобто експресивна, моторна або афазія Брока). Поєднання афазії Брока і Верніке називають глобальною афазією.
- Транскортикальна афазія — ще одна функція, яка порушується при всіх афазіях, — це повторення. Цей висновок є важливим у діагностиці транскортикальної афазії. Якщо повторення збережено у пацієнта з афазією Брока, це означає транскортикальну моторну афазію, а ураження знаходиться спереду від центру Брока. Коли повторення збережено при афазії Верніке, це називається транскортикальною сенсорною афазією, і ураження знаходиться позаду області Верніке. Транскортикальна змішана афазія та глобальна афазія подібні, за винятком збереження повторення, і є результатом комбінованих уражень перед центром Брока та областю Верніке, відповідно.

#### Психічний стан
Оцінка психічного статусу включає перевірку пам'яті, орієнтації, інтелекту та інших аспектів психічного стану пацієнта. За наявності явних проявів психічного розладу слід провести психіатричну експертизу.

#### Пам'ять
Функції недавньої та віддаленої пам'яті по-різному змінюється залежно від процесу захворювання. Віддалена пам'ять відносно збережена при хронічних деменційних процесах із серйозними порушеннями концентрації уваги та недавньої пам'яті. Навпаки, при гострих енцефалопатіях порушуються всі аспекти пам'яті.

#### Орієнтація
Це когнітивне відчуття індивідом свого статусу в часі, місці й особистості. Ці функції уражаються в тому ж порядку, що й при органічних захворюваннях. При органічній дисфункції в першу чергу порушується відчуття часу, а відчуття особистості втрачається в останню чергу. Однак порядок може порушуватися при психологічній дисфункції. Пацієнт, який не знає, хто він такий, але в той же час може визначити час і орієнтується на місці, швидше за все має психологічні розлади, ніж органічну етіологію.

#### Інтелект
Це здатність швидко й успішно застосовувати попередні знання в новій ситуації та використовувати розум у вирішенні проблем. Словниковий запас, набір знань, обчислення, абстракція (як то, використання прислів'їв) і судження (зокрема, що робити зі знайденим гаманцем) є хорошими показниками інтелекту.

#### Психологічні порушення
Можливо виявити аномалії мисленнєвого процесу (наприклад, обставин і дотичних); сприйняття (наприклад, ілюзії та галюцинації); або змісту думки (наприклад, марення величі). Пацієнти з такими ознаками мають бути направлені на відповідне обстеження до психіатра.

### Обстеження функції черепних нервів

#### Нюховий нерв (I-й черепний нерв)
Нюхові нерви належить до чутливих, складаються з дрібних немієлінізованих аксонів, які беруть початок у нюховому епітелії в даху носової порожнини. Вони пронизують решітчасту пластинку решітчастої кістки і закінчуються в нюховій цибулині. Ураження їх призводить до паросмії (зміна нюху) або аносмії (втрати нюху). Гострі респіраторні вірусні інфекції, зокрема коронавірусна хвороба 2019, є найчастішими причинами цієї дисфункції. Вона може бути також пов'язана з переломами хрестоподібної пластинки решітчастої кістки. Пухлини лобної частки можуть здавлювати нюхову цибулину та/або тракти та спричинити аносмію, проте це трапляється рідко.
Функція нюху легко перевіряється, якщо пацієнт відчуває запах звичайних пахучих речей, таких як кава або парфуми. Також можна використовувати наявні різні ароматизовані папери.

#### Зоровий нерв (II-й черепний нерв)
Зоровий нерв являє собою сукупність аксонів, які передають інформацію від паличок і колбочок сітківки. Скроневі відведення досягають іпсилатеральних, а носові — до контралатеральних верхніх колікулів і бічних колінчастих тіл. Звідти аксони поширюються до мозкової кори за допомогою зорового випромінювання, перетинаючи скроневу (петля Майєра) і тім'яну частки. Волокна, відповідальні за рефлекс світла зіниць, обходять колінчасте тіло і досягають претектальної області, звідки вони іннервують парасимпатичну частину ядра III черепного нерва, забезпечуючи консенсуальний рефлекс зіниці.
Доречним є наступне тестування: вивчається гострота зору за допомогою діаграми Снеллена на ближній і далекий зір. Встановлюються поля зору, за допомогою конфронтації або периметрії. Досліджується сприйняття кольору за допомогою діаграми Ішихари або за допомогою звичайних об'єктів, таких як різнокольорова краватка або кольорові маркери. Офтальмолог має провести огляд очного дна.

#### Окоруховий нерв (III-й черепний нерв)
Окорухове ядро нерва розташоване в середньому мозку, іннервує декотрі звужувачі зіниць (levator palpebrae superioris muscle; верхній, нижній та медіальний прямі м'язи; і нижні косі м'язи). Ураження цього нерва призводять до паралічу іпсилатеральної верхньої повіки та зіниці, що залишає пацієнта нездатним відводити і дивитися вгору або вниз. Око часто вивертається. У рідкісних випадках пацієнти скаржаться лише на диплопію або нечіткість зору. Ураження в ядрі нерва спричиняють двосторонній птоз. Виворот ока (ентропіон), який спостерігається при паралічі окорухового нерва, можна відрізнити від такого при міжядерній офтальмоплегії, оскільки при останньому збережена конвергенція.
Параліч є єдиним ураженням очного рухового нерва, яке призводить до диплопії більш ніж в одному напрямку, що відрізняється від паралічу блокового нерва. Параліч окулорухового нерва, який іннервує зіницю, виникає при цукровому діабеті, васкулітах різної етіології та деяких ураженнях стовбура мозку, наприклад, внаслідок розсіяного склерозу.

#### Блоковий нерв (IV-й черепний нерв)
Ядро цього нерва розташоване в середньому мозку. Він іннервує верхній косий м'яз, який входить всередину й інфрадукує очі. Блоковий нерв зазвичай дозволяє людині бачити кінчик свого носа.
Ізольований правий верхній косий параліч призводить до екзотропії вправо, подвійного зору, яке посилюється при погляді вправо, і нахилу голови вправо. При верхньому лівому косому паралічу все відбувається навпаки. Це та відсутність птозу та / або ураження зіниць дозволяють легко відрізнити екзотропію паралічу блокового нерва від паралічу окорухового нерва.

#### Трійчастий нерв (V-й черепний нерв)
Ядро цього нерва тягнеться від середнього мозку через міст (тобто головне сенсорне ядро і моторне ядро) до шийної області (тобто спинномозкового тракту трійчастого нерва). Забезпечує сенсорну іннервацію обличчя та жувальних м'язів.
Параліч першого відділу (очний) зазвичай спостерігається при синдромі верхньої орбітальної щілини і призводить до втрати чутливості над чолом разом із паралічем III і IV пар черепних нервів. Параліч другого відділу (верхньощелепного) призводить до втрати чутливості за щокою і зумовлений ураженням кавернозного синуса; це також призводить до додаткового паралічу першого відділу, III і IV пар черепних нервів. Ізольовані ураження другого відділу є результатом переломів верхньої щелепи. Повний параліч трійчастого нерву призводить до втрати чутливості обличчя та слабкості жувальних м'язів. Спроба відкривання рота призводить до відхилення щелепи в паралізовану сторону.

#### Відвідний нерв (VI-й черепний нерв)
Ядро цього нерва розташоване в парамедіанній області моста на дні IV шлуночка. Нерв іннервує латеральний прямий м'яз, який відводить око. Ізольований параліч призводить до езотропії (дитяча косоокість) та неможливості відвести око на бік ураження. Хворі скаржаться на двоїння в очах тільки при горизонтальному погляді. Цей прояв називають горизонтальною гомонімною диплопією, яка є обов'язковою умовою ізольованого паралічу цього нерва. Параліч його може бути наслідком підвищення внутрішньочерепного тиску без будь-якого ураження нервової системи, і це може призвести до помилкової локалізації, якщо людина цього не усвідомлює.

#### Лицевий нерв (VII-й черепний нерв)
Ядро цього нерва лежить вентрально, латеральніше і каудальніше ядра відвідного нерва. Волокна лицевого нерва піднімають дно IV-го шлуночка (лицьовий бугор), коли вони обертаються навколо ядра відвідного. Нерв виходить із порожнини черепа через шило-соскоподібний отвір (foramen mastoideum) й іннервує мімічні м'язи та стремінце.
Хоча лицевий нерв вважається чисто руховим нервом, він також іннервує невелику смужку шкіри задньо-медіальної сторони вушної раковини та навколо зовнішнього слухового ходу. Проміжний нерв Вісберга проводить відчуття смаку від передніх двох третин язика і постачає вегетативні волокна до підщелепних і клинопіднебінних гангліїв, які іннервують слинні та слізні залози.
Ураження нижнього моторного нейрона, також відоме як периферичний лицьовий параліч, призводить до повного іпсилатерального паралічу обличчя; воно тягнеться в протилежну сторону, коли пацієнт посміхається. Закривання очей порушується, іпсилатеральна очна щілина ширша. При ураженні верхнього моторного нейрона, також відоме як центральний параліч обличчя, паралізована лише нижня половина обличчя. Закриття очей зазвичай зберігається. При периферичному паралічі обличчя спостерігаються різні типи клінічних проявів із ураженням нервів.
Параліч лицьового нерва зі зниженням слуху (без гіперакузії) і втратою смаку на передніх двох третинах язика означає ураження внутрішнього слухового ходу внаслідок перелому скроневої кістки або ураження мостомозочкового кута внаслідок здавлювання пухлиною. Ушкодження, при яких страждає слух (з гіперакузиєю), вказують на ураження далі по ходу нерва. Втрата смаку в передніх двох третинах язика та зникнення сльозотечі вказують на ураження, яке охоплює барабанну струну (chorda tympani) та секретомоторні волокна до клинопіднебінного ганглія в лабіринтовому сегменті, проксимальніше великого поверхневого кам'янистого нерва. При ураженнях дистальніше великого поверхневого кам'янистого нерва сльозотеча є нормальною, але гіперакузія все ще присутня. Колінчасті ураження в цьому сегменті спричиняють біль в області обличчя.
Ураження соскоподібного або вертикального сегмента — гіперакузія наявна, якщо ураження розташоване проксимальніше нерва стремінця. Воно відсутнє, якщо ураження розташоване дистально від нерва до стремінця, і виникає лише втрата смаку та параліч обличчя. Якщо ураження виходить за межі chorda tympani у вертикальному сегменті (як при ураженнях шилососкоподібного отвору), смак зберігається і спостерігається лише параліч рухів м'язів обличчя.

#### Присінково-завитковий нерв (VIII-й черепний нерв)
Присінково-завитковий нерв (вестибулокохлеарний або статоакустичний нерв) входить у стовбур мозку в понтомедулярному з'єднанні й містить вхідні волокна від равлика та вестибулярного апарату, утворюючи восьму пару черепних нервів. Він несе слухові та вестибулярні функції, кожна з яких описана окремо. Втрата слуху може бути кондуктивною або сенсоневральною. Три тести допомагають оцінити слуховий компонент нерва.
Тест Вебера передбачає притискання камертона, який вібрує, до чола по середній лінії. Вібрації зазвичай однаково сприймаються обома вухами, оскільки кісткова провідність однакова. При кондуктивній втраті слуху звук в ураженому вусі голосніший, ніж у нормальному. При сенсоневральній втраті слуху посилення відбувається в нормальному вусі. Чутливість тесту можна збільшити (до 5 дб), якщо пацієнт заблокує зовнішні слухові проходи одночасним натисканням вказівними пальцями на вході.
Під час проведення тесту Рінне вібруючий камертон розміщують над соскоподібним відростком, доки звук не припиниться. Потім його тримають біля отвору слухового проходу з тієї ж сторони. Пацієнт із нормальним слухом повинен продовжувати чути звук. При кондуктивній приглухуватості пацієнт не чує продовження звуку, оскільки в цьому випадку кісткова провідність краща, ніж повітряна. При сенсоневральній приглухуватості повітряна та кісткова провідність знижуються однаково.
У тесті Швабаха слух пацієнта за кістковою провідністю порівнюється зі слухом дослідника, приклавши вібруючий камертон до соскоподібного відростка пацієнта, а потім до такого у дослідника. Якщо дослідник може почути звук після того, як пацієнт перестав його чути, то є підозра на втрату слуху у обстежуваного.
Вестибулярна частина нерва входить у стовбур головного мозку разом із кохлеарною частиною. Вона передає інформацію про лінійні та кутові прискорення голови від перетинчастого лабіринту до вестибулярного ядра. Ці сигнали досягають верхнього (Бехтерева), латерального (Дейтерса), медіального (Швальбе) і нижнього (Роллерового) ядер і проецюються до центру моста через медіальний поздовжній пучок; до шийного і верхньогрудного рівнів спинного мозку через медіальний вестибулоспінальний шлях; до шийного, грудного та попереково-крижового відділів іпсилатерального спинного мозку через латеральний вестибулоспінальний шлях; і до іпсилатеральної флокулонодулярної частки, язичка та фастігіального ядра мозочка через вестибулоцебеллярний тракт.
Проба Ромберга проводиться для оцінки вестибулярного контролю рівноваги та руху. Стоячи з опорою на обидві ноги та закритими очима, пацієнт має тенденцію падати на бік вестибулярної гіпофункції. На прохання зробити кроки вперед і назад пацієнт поступово відхиляється в бік ураження. Результати проби Ромберга також можуть бути позитивними у пацієнтів із полінейропатіями та захворюваннями спинних стовпців, але такі хворі не падають послідовно на одну сторону, як пацієнти із вестибулярною дисфункцією.
Додатковий тест полягає в тому, щоб попросити пацієнта торкнутися пальця екзаменатора над головою рукою пацієнта. Відповідна зміна напрямку торкання вказує на бік ураження. Провокативні тести включають тест Найлена—Барані на спеціальному кріслі та тепловий.

#### Язико-глотковий нерв (IX-й черепний нерв)
Ядро цього нерва лежить у довгастому мозку і анатомічно не відрізняється від ядер X і XI пар черепних нервів. Його основною функцією є сенсорна іннервація задньої третини язика і глотки. Він також іннервує глоткову мускулатуру спільно з блукаючим нервом. Аферентні імпульси від розтягування судин, які йдуть з дуги аорти та каротидного синуса, а також хеморецепторні сигнали від останнього проходять по нерву Герринга, щоб приєднатися до язикоглоткового нерва. Вони досягають солітарного ядра, яке, у свою чергу, пов'язане з дорсальним руховим ядром блукаючого нерва і відіграє певну роль у нейронному контролі артеріального тиску.
Ураження язико-глоткового нерва призводить до втрати смаку в задній третині язика та втрати больових і дотикових відчуттів у тій же області, м'якому піднебінні та стінках глотки. Цей нерв разом із блукаючим йдуть разом, і їхнє клінічне тестування не є цілком роздільним. Тому обстеження язико-глоткового нерва оцінюється разом із дослідженням блукаючого нерва.

#### Блукаючий нерв (X-й черепний нерв)
Починаючи з ядра, блукаючий нерв має довгий і звивистий хід, що забезпечує моторику м'язів глотки (за винятком шилоглотки і натягувача м'якого піднебіння), піднебінно-язикового м'яза та гортані. Соматичне відчуття передається від задньої стінки вуха, зовнішнього слухового проходу, а також відділів барабанної перетинки, глотки, гортані та твердої мозкової оболони задньої черепної ямки. Він іннервує гладку мускулатуру трахеобронхіального дерева, стравоходу та шлунково-кишкового тракту аж до місця з'єднання середньої та дистальної третини поперечної ободової кишки.
Блукаючий нерв забезпечує секретомоторні волокна до залоз і пригнічує сфінктери верхніх відділів шлунково-кишкового тракту. Нерв бере участь у вазомоторній регуляції артеріального тиску, несучи у своєму стовбурі волокна рецепторів розтягування та хеморецепторів аорти, забезпечуючи парасимпатичну іннервацію серця.
Глотковий блювотний рефлекс (тобто втягування язика, підняття та звуження м'язів глотки у відповідь на дотик до задньої стінки, мигдаликової області або основи язика) і піднебінний рефлекс (підняття м'якого піднебіння та іпсилатеральне відхилення язичка при стимуляції м'якого піднебіння) зменшуються при паралічі язико-глоткового і блукаючого нервів. При односторонньому паралічі їх торкання цих ділянок призводить до відхилення язичка в здорову сторону.
Однобічний параліч поворотної гортанної гілки блукаючого нерва спричинює осиплість голосу. Двосторонній параліч спричинює стридор і потрібна негайна допомога, аби запобігти аспірації та супутнім ускладненням.

#### Спинномозковий додатковий нерв (XI група черепних нервів)
Спинномозковий додатковий нерв приєднується до блукаючого нерва, утворюючи поворотний гортанний нерв, який іннервує внутрішні м'язи гортані. Спинномозкова частина нерва походить від рухових ядер у верхніх 5-му або 6-му шийних сегментах, входить у порожнину черепа через великий отвір і виходить через яремний отвір, забезпечує рухову іннервацію до груднино-ключично-соскоподібного відділу і середньої частини нерва.
При тестуванні слід оцінити функціональну симетрію груднино-ключично-соскоподібного м'яза і трапецієподібних м'язів. Потрібно аби обстежуваний рухав обличчям проти опору вправо і вліво. Якщо правий груднино-ключично-соскоподібий м'яз слабкий, рух у протилежну (тобто ліву) сторону порушується, і навпаки. Знизування плечем порушується іпсилатерально, коли трапецієподібний м'яз заслабкий.

#### Під'язиковий нерв (XII-й черепний нерв)
Ядро цього нерва лежить у нижній мозковій речовині, а сам нерв виходить із порожнини черепа через під'язиковий канал (передній виростковий отвір). Він забезпечує рухову іннервацію для всіх зовнішніх і внутрішніх м'язів язика, крім піднебінно-язичного. Щоб перевірити під'язиковий нерв, слід попросити пацієнта висунути язик. При паралічі з одного боку язик відхиляється в бік паралічу на випинання.

### Обстеження сенсорної та рухової систем

#### Некоркова сенсорна система
Складається з периферичних нервів, центральні шляхи яких ведуть до таламуса. До цієї групи можна віднести відчуття легкого дотику, болю, тепла, холоду, вібрації.
Ступень подразнення перевіряють, доторкнувшись до шкіри шматком бавовни або серветки. Біль перевіряється за допомогою гострого предмета, наприклад голки. Температуру можна перевірити, доторкнувшись до шкіри пацієнта 2 пробірками, одна з яких тепла за наявності там теплої води, тоді як в іншій — холодна вода. Вібрацію перевіряють камертоном, бажано частотою 128 Гц. Порівнюються результати з двох сторін, а також із результатами дослідження тих же частин тіла досліджувача.

#### Коркова сенсорна система
Включає соматосенсорну кору та її центральні зв'язки. Ця система дозволяє розпізнавати положення та рух кінцівок у просторі (тобто кінестетичне відчуття), розмір і форму об'єктів (тобто стереогноз), тактильні відчуття штрихових візерунків на шкірі (тобто графестезія) і їхню локалізацію на одній або обох сторонах тіла.
Відчуття положення та рух кінцівок перевіряють у такий спосіб, щоб очі пацієнта при цьому були заплющені. Дослідник рухає різними суглобами пацієнта, переконавшись, що тримає частину тіла таким чином, щоб пацієнт не міг розпізнати рух просто з того напрямку, в якому він може відчувати тиск руки дослідника.

#### Моторна система
Слід оцінити розмір, форму та симетрію м'яза. Тестування м’язової сили потребує ізолювання м’яза, фіксації проксимального суглоба під час тестування. Перевірка чутливості м'язів нижніх кінцівок за допомогою ходьби на п’ятах / пальцях ніг і глибокого згинання колін. Пряме тестування сили м’язів більш чутливе до дисфункції нижніх (альфа) моторних нейронів, тоді як тести спритності / координації більш чутливі до дисфункції верхніх моторних нейронів (кортикоспинального тракту).
Атрофія, гіпертрофія або аномальне випинання або вдавлення м'яза є важливою діагностичною знахідкою за наявності різних м'язових захворювань або аномалій. Гіпертрофія виникає при відповідній силі від використання та фізичних вправ; з іншого боку, гіпертрофія зі слабкістю зазвичай спостерігається при м'язовій дистрофії Дюшена. Форма також може бути змінена при розриві м'яза або сухожилля.
М'язовий тонус — це постійний стан часткового скорочення м'яза і оцінюється пасивним рухом. М'яз може бути з гіпотонусом або гіпертонусом. Гіпотонус визначається як зниження тонусу і може спостерігатися при ураженнях нижніх рухових нейронів, спінальному шоці та деяких ураженнях мозочка. Гіпертонус може проявлятися у вигляді спастичності або ригідності.
Пірамідні ураження призводять до спастичності, яка може проявлятися як феномен застібки-ножа (тобто опір пасивному руху з раптовою відмовою, як правило, до завершення згинання або розгинання суглоба). Двостороннє ураження лобової частки може призвести до паратонії або гегенгальтен (нім. gegenhalten — проти зупинки), при якому опір збільшується під час згинання та розгинання. Ригідність означає підвищений тонус, пов'язаний з екстрапірамідними ураженнями. Це може призвести до опору по типу «зубчастого колеса» (ступінчасто) або «свинцевої труби» (рівномірно) пасивному руху.

#### М'язова сила
Використовується шкала оцінки м'язової сили (шкала Ради з медичних досліджень), де: 
- 0 балів — відсутність довільного скорочення;
- 1 бал — є слабкі скорочення, які не дозволяють рухати суглобом;
- 2 бали — рух із силою тяжіння виключено;
- 3 бали — рух проти сили тяжіння;
- 4 бали — рух проти часткового опору;
- 5 балів — є повна сила.

#### Мимовільні рухи
До них належать фібриляції, фасцикуляції, астеріксіс (Asterixis), тики, міоклонії (Myoclonus) дистонії, хорея, атетоз, гемібалізм (Hemiballismus) і судоми.
- Фібриляції рідко видно неозброєним оком, за винятком того, коли вони виникають на язиці.
- Фасцикуляції можна візуалізувати під шкірою як тремтіння м'язів. Хоча вони переважно є доброякісними (особливо, коли виникають у м'язах литок), але широко поширені можуть бути пов'язаними з нервово-м'язовими захворюваннями, включаючи бічний аміотрофічний склероз.
- Астеріксіс можна виявити, якщо пацієнт витягне обидві руки, зап'ястя зігнуті на тильній стороні, долоні повернені вперед і закриті очі. Короткі різкі рухи зап'ястя вниз вважаються позитивною ознакою. Астеріксіс зазвичай спостерігається при метаболічних енцефалопатіях.
- Тики — це мимовільні скорочення окремих м'язів або груп м'язів, які призводять до стереотипних рухів. Синдром Жиля де ла Туретта може проявлятися кількома тиками, складними рухами та вокалізацією.
- Міоклонус — це м'язовий ривок, короткий (<0,25 секунди) генералізований поштовх тіла, який іноді є асиметричним. Міоклонуси виникають окремо або в поєднанні з первинно генералізованою епілепсією.
- Дистонії — це скорочення м'язів, які є тривалішими, ніж міоклонії, і призводять до спазмів. Приклади цього: блефароспазм (Blepharospasm[en]), спазматична кривошія, ротово-нижньощелепна дистонія (тризм), спазматична дисфонія та судоми при спазмі у того, хто пише (Writer's cramp[en]).
- При атетозі судоми мають повільно звивистий характер і виникають уздовж довгої осі кінцівок або самого тіла. Пацієнт може приймати різні, часто незвичайні, вичурні пози.
- Термін «хорея» буквально означає танок. Квазіцілеспрямовані рухи впливають на кілька суглобів із дистальним переважанням.
- Гемібалізм — це сильні кидальні рухи половини тіла. Вони виникають через ураження субталамічного ядра / тіла Луї.
- Судоми можуть спричинити орофаціальний або апендикулярний автоматизм, повторне кліпання очима або тонічну чи клонічну рухову активність.

### Дослідження рефлексів, мозочка та мозкових оболон

#### Рефлекси
Різні рефлекторні реакції можна згрупувати в 3 категорії на основі їхнього клінічного значення.
- Примітивні рефлекси. До них відносяться глабеллярний рефлекс, рефлекс із рогівки, носовий, смоктальний і долонний. Зазвичай, у дорослих ці ознаки взагалі відсутні. За наявності у дорослих цих ознак це означає дифузне мозкове ураження, особливо лобових часток (звідси термін «лобові ознаки»).
- Поверхневі рефлекси. Це сегментарні рефлекторні реакції, які вказують на цілісність шкірної іннервації та відповідний руховий відтік. До них відносяться рогівковий, кон'юнктивальний, черевний, кремастерний, анальний рефлекси та підошовний (Бабінскі) рефлекси.

Рогівковий і кон'юнктивальний рефлекси можна викликати, обережно торкаючись відповідної структури стерильним шматочком вати. Нормальною реакцією є двостороннє підморгування. Відсутність такої реакції означає параліч V пари черепних нервів. Кліпання лише одним оком свідчить про слабкість VII черепного нерва на стороні, яке не кліпає.
Черевний рефлекс можна виявити, провівши лінію від пупка вздовж діагоналей 4 черевних квадрантів. Нормальний рефлекс зумовлює рух м'язів, які зміщують пупок у напрямку уявної лінії.
Кремастерний рефлекс виявляється шляхом проведення лінії вздовж медіальної частини стегна та спостереження за рухом калитки у чоловіків. Нормальний рефлекс призводить до підняття іпсилатерального яєчка.
Рефлекс анального звуження викликається обережним торканням періанальної шкіри шпилькою. Це призводить до зморщування прямокишкового отвору внаслідок скорочення згортального м'яза.
Найвідомішим з цієї групи рефлексів є підошовний рефлекс. Цей рефлекс може бути викликаний кількома способами, кожен з яких має різний епонім. Найпоширенішим маневром є погладжування бічної сторони підошви гострим предметом. Нормальною реакцією є плантарне згинання великого пальця стопи, що вважається негативним знаком Бабінскі. Згинання великого пальця стопи на тильній стороні (позитивний симптом Бабінскі) свідчить про ураження верхнього моторного нейрона і також називається позитивною ознакою Бабінскі. Тильне згинання великого пальця стопи також може бути пов'язане з розгортанням інших пальців стопи, якце тально описав Жозеф Бабінскі, але більшість неврологів вважають це непотрібним супроводом аномальної реакції.
При парезі нижньої кінцівки разом із нетриманням сечі та калу може виникнути у паретичній нозі згинання коліна та стегна. Це називається рефлексом маси. Брак відповіді може вказувати на відсутність шкірної іннервації в сегменті S1 або втрату рухової іннервації в сегменті L5 іпсилатерально.
Глибокі сухожилкові рефлекси — це моносинаптичні спінальні сегментарні рефлекси. Коли вони інтактні, підтверджується цілісність наступного: шкірної іннервації, моторного живлення та кортикального входу до відповідного сегменту хребта.
Ці рефлекси: з біцепсу, плечопроменевого м'язу з трицепсу, колінний і гомілковостопний. Шкірно-м'язовий нерв іннервує біцепс. Променевий нерв — плечо- і триголовий м'яз. Стегновий нерв — чотириголовий м'яз стегна, який забезпечує поштовх у колінному суглобі, а великогомілковий нерв — литковий і камбалоподібний м'яз.
Використовується шкала 0-4 балів для оцінки глибоких сухожильних рефлексів.

#### Мозочкові ознаки
Мозочок забезпечує важливий зворотній зв'язок для координації м'язової діяльності, об'єднуючи функції кори, базальних гангліїв, вестибулярного апарату та спинного мозку. Дисфункція середнього мозочка призводить до атаксії ходи, труднощів у підтриманні вертикальної пози та тулубової атаксії. Гостре мозочкове ураження півкуль призводить до появи додаткових ознак.
До мозочкових ознак належать:
- Атаксія, атонія та астенія (класична тріада)
- Інтенційний тремор (тремор, який посилюється при активності)
- Диссинергія (порушення координації)
- Дисметрія (перевищення або недостатність)
- Дизритмія (неможливість повторити ритмічне постукування)
- Дисдіадохокінез (труднощі з швидкими поперемінними рухами)
- Дизартрія (переривчаста або уривчаста мова)

Ходу перевіряють, коли пацієнта просять ходити, поставивши одну ногу безпосередньо попереду іншої (тобто з п'яти на носок). Тенденція до хитання або падіння на один бік вказує на атаксію, припускаючи іпсилатеральну дисфункцію мозочка. Атонія і астенія можуть виникати при інших ураженнях нервової системи і не характерні для мозочка.
Тремор наміру відноситься до коливального тремору, який прискорюється при наближенні до цілі.
Диссинергія або порушення координації призводить до втрати плавності виконання рухових дій.
Дисметрія призводить до перевищення або недоведення цілі під час спроби досягти об'єкта. Усі три з них можна побачити, запропонував пацієнту по черзі торкнутися свого носа та пальця екзаменатора.
Дизритмія означає нездатність постукувати та підтримувати ритм. Це можна перевірити, постукавши рукою по столу (або ногою по підлозі) й попросивши пацієнта повторити маневр.
Дисдіадохокінез — нездатність виконувати швидкі поперемінні рухи. Це можна перевірити, попросивши пацієнта постукати однією рукою по іншій (або по стегну) кілька разів, одночасно пронуючи та супінуючи руку.
З'являються різні комбінації перерахованих вище ознак залежно від ступеня та локалізації ураження в мозочку.

#### Менінгеальні ознаки
Ознаки подразнення мозкових оболон свідчать про запалення твердої оболони. Менінгеальний синдром, у якому виділяють ці симптоми, містить ще й загальномозкові прояви.
Ригідність потиличних м'язів / ригідність шиї перевіряють, поклавши руку експерта під голову пацієнта та обережно намагаючись зігнути шию. Надмірний опір свідчить про дифузне подразнення шийних нервових корінців від менінгеального навантаження.
Ведучим симптомом Брудзинського є нижній — згинання обох колін під час перевірки ригідності потиличних м'язів. Це свідчить про дифузне подразнення мозкових оболон біля корінців спинномозкових нервів.
Симптом Керніга виявляється шляхом згинання стегна та коліна з одного боку, коли пацієнт лежить на спині, а потім розгинання коліна з усе ще зігнутим стегном. Спазм підколінного сухожилля призводить до болю в задньому м'язі стегна та труднощів з розгинанням коліна. При сильному запаленні менінгеальних оболон протилежне коліно може згинатися під час проведення симптому.
Симптом Ласега або підняття прямої ноги виявляється пасивним згинанням стегна з прямим коліном, коли пацієнт знаходиться в положенні лежачи. Обмеження згинання через спазм підколінного сухожилля та / або біль вказує на локальне подразнення корінців нижніх поперекових нервів. Зворотний симптом проявляється шляхом пасивного гіперрозгинання стегна з прямим коліном, коли пацієнт знаходиться в положенні лежачи. Обмеження розгинання внаслідок спазму та / або болю у передніх м'язах стегна свідчить про місцеве подразнення верхніх поперекових нервових корінців.

### Системне обстеження та допоміжні ознаки

#### Вегетативна нервова система
Вегетативна дисфункція призводить до змін потовиділення, температури шкіри, появи ціанозу або блідості, трофічних змін шкіри або нігтів, постуральних змін артеріального тиску. Спостереження легко демонструє наявність або відсутність цих ознак. Розуміння патогенезу цих ознак допомагає експерту оцінити неврологічний стан пацієнта.

#### Нейроваскулярна система
За допомогою пальпації пульсу та використання відповідних інструментів як от тонометра можна перевірити:
- Плечове сплетення та двосторонній артеріальний тиск.
- Краніальний і периферичний пульс.
- Можливість появи артеріальних синців.

#### Шкірно-нервова система
Декілька неврологічних захворювань мають виразні шкірні прояви. Оцінка їх може надати цінні діагностичні підказки: як от втрата пігментації шкіри, як при вітиліго, біле волосся при хворобі Фогта—Харада—Коянагі, шкірні пухлини або плями типу ясеневого листя при туберозному склерозі та шкірні пухирні висипання над дерматомом (ділянка шкіри, іннервована нервовими волокнами від певної пари спинномозкових нервів), які можуть свідчити про оперізуючий герпес.
При нейрофіброматозі спостерігаються кавово-коричневі пігментні плями різного розміру, зазвичай більше 1,5 см у діаметрі, й ластовиння у пахвовій області. Вони спостерігаються на додаток до або за відсутності характерних пухких підшкірних пухлин, які й дали назву цьому стану.
Пучки волосся (хвіст сатира), ямочки та великі родимки вздовж хребта можуть свідчити про spina bifida occulta або діастематомієлію хребта (diastematomyelia).

#### Кісткова система
Пальпація черепа може виявити вроджені аномалії, які можуть свідчити про основні аномалії головного мозку. При цефалоплегії одна половина черепа може бути меншою за іншу, що, можливо, означає асиметричний розвиток мозку. Мікроцефалію чи макроцефалію можна виявити, вимірявши окружність голови. Спостереження за хребтом може виявити наявність мієломенінгоцеле, сколіозу та / або кіфозу. У випадках внутрішньоутробних травм головного мозку довжина довгих кісток може бути зменшеною на стороні, протилежній цефалоплегії.
Трофічні зміни в суглобах можуть бути пов'язані з денервацією при спинній сухотці або хворобі Шарко—Марі—Тута. Дистальна м'язова атрофія, яка спостерігається при цій хворобі, надає ногам вигляд перевернутих пляшок з-під шампанського.